# Guiu I de Dampierre
|  | No confondre amb Guiu de Dampierre, comte de Flandes |

Guiu I de Dampierre (1112 – 1151) va ser vescomte de Troyes, senyor de Dampierre, Saint-Dizier i Moëslains. Era fill de Tibald II de Dampierre i Elisabet de Montlhéry, filla de Miló I de Montlhéry
Guiu va viatjar amb Hug I de Troyes en la seva peregrinació a Terra Santa el 1125. No se sap si Guiu es va convertir en un cavaller templer, encara que el seu fill Guillem va aprovar la donació de propietats als templers a Provins. Guiu es va aliar amb Barisan d'Ibelin, que viatjava a Terra Santa amb Hug II de Le Puiset.
Guiu es va casar amb Helvida de Baudémont, filla d'Andreu de Baudémont, senescal de Bourgogne, i de la seva dona Agnès de Braine. Helvida era la vídua d'Hug de Chacenay, senyor de Montréal. Després de la mort de Guiu, Helvida es va convertir en monja a Jully-les-Nonnains. Guiu i Helvida van tenir set fills:
- Guillem I de Dampierre, senyor de Dampierre, Saint-Dizier i Moëlain.
- Andreu
- Miló
- Guiu de Dampierre, bisbe de Chalon (1044-ca. 1058)
- Helvida, es va casar amb Godofreu IV, senyor de Joinville
- Agnès, es va casar amb Narjot, senyor de Toucy